# Українське євангельське капеланство
Українське євангельське капеланство — це організація яка у березні 2014 року взяла на себе роль постачальників: психологів, і душпастирів у зоні АТО. В організації існує щонайменше п'ять основних видів капеланства. Зокрема, протестанти готують спеціалістів з тюремного, військового, поліцейського, медичного та муніципального напрямків.

## Військове капеланство
Капелан — це духівник, що уповноважений церквою для служіння людям з обмеженим доступом до задоволення своїх духовних потреб. В Україні цей термін став загальновідомим під час війни на сході України. І саме євангельські християни були одними з перших, хто у тривожному березні 2014 року, взяв на себе роль і постачальників, і психологів, і душпастирів у зоні АТО. Вони створили особливий феномен українського військового капеланства: служити і словом, і ділом, і молитвою.

Євангельський капелан — це у більшості випадків — волонтер, що пішов на передову і, ризикуючи власним життям, став в проломі духовної боротьби з головним ворогом — ворогом людських душ. Недарма, наставляючи капеланів, старший єпископ Української Церкви Християн Віри Євангельської [Архівовано 23 липня 2018 у Wayback Machine.] Михайло Паночко наголосив, що хоча Господь — і «є великий воїн», та автор військових конфліктів — сатана.І саме солдат стає його першою мішенню. Як фізично, так і духовно. І саме воїн, за висловом генерала Макартура, старанніше всіх молиться про мир, бо рани війни залишаються з ним навіки. Тоді, на початку агресії, ці рани були жахливими. Не стали вони меншими і зараз, коли в частинах нарешті хоч трохи запрацювала психологічна служба. На передовій та у зоні АТО продовжують шукати близьких стосунків з Богом.

### Історія
Служіння військовим та їх сім'ям євангельські церкви України розпочали 1996 року, коли колишній військовий Валерій Алимов, служитель об'єднання церков «Української Місіонерської Церкви [Архівовано 1 грудня 2017 у Wayback Machine.]» започаткував на території військового містечка, де ніс службу, церкву «Будинок Корнилія». Ще в ті роки він разом з Василем Хімічем, що першим почав працювати серед військовослужбовців, піднімав питання розвитку капеланського служіння при МоУ. Та відгуку на свою пропозицію зі сторони міністерства тоді на жаль вони не знайшли. Та напрацювання в цьому напрямку велись Василем Миколайовичем, служителем Всеукраїнського союзу євангельських християн-баптистів, ще з 1992 року. Створене ним «Об'єднання християн військовослужбовців України [Архівовано 1 грудня 2017 у Wayback Machine.]», хоча і базувалося в основному на євангельських християнах, та не пропагувало жодної конфесії. Його головна мета — сприяння введенню душпастирської опіки в Збройні Сили України та поширення християнських цінностей серед військових, тобто свідчення захисникам Вітчизни про Самого Христа Спасителя. У травні 2000 року організація була зареєстрована в органах державної влади, і доклало багато зусиль до розвитку та підтримки військово-християнського руху в нашій країні.

### Наявний стан
В процесі систематизації капеланської роботи Міністерства оборони три представника євангельських церков отримало у військах офіційні посади. «Та капелани євангельського напряму, навіть не офіційні, завжди бажані служителі у військових частинах», — говорить Голова Ради у справах душпастирської опіки [Архівовано 1 грудня 2017 у Wayback Machine.] при Міністерстві оборони України пастор церкви «Скінія» УЦХВЄ Рустам Фатуллаєв. «Тож не дивно, що, скажімо, капелани УЦХВЄ їздили „дорогою життя“ до Дебальцевого, відвідуючи військовослужбовців, які там виконували свій обов'язок, до останнього дня».
Наразі капелани-протестанти відвідують та несуть службу загалом у понад 30 бойових частинах, а також у підрозділах Нацгвардії та добровольчих батальйонах. Там продовжують звершувати свою нелегку працю щонайменше 200 служителів євангельських церков. І це тільки по лінії Ради у справах душпастирської опіки, без врахування братів, що працюють по «прямій» домовленості з керівництвом частин та підрозділів.
«Командири охоче приймають нашу допомогу у боротьбі з однією з найгостріших проблем „окопної війни“ — пияцтвом, — розповідає Валерій Алимов. — І нам вдається з Божою поміччю зарадити цій біді — „аватарів“ меншає. Люди розуміють, що алкоголь — не допомога. Бо солдатські серця дуже відкриті до віри. Пам'ятаю, як з-під Дебальцева, з оточення, виходили рештки роти одного із батальйонів ЗСУ. Хлопці йшли по мінному полю, читаючи вголос молитву, якої ми їх навчили. І всі залишилися живі та цілі!»

### Освіта євангельських капеланів
Військовий капелан — це волонтер певного фаху. Він мусить мати не тільки готовість служити, але й відповідну освітню кваліфікацію та багатий практичний досвід. Саме тому євангельські християни надають навчанню та підготовці своїх служителів таку велику увагу. Долучитися до міжнародного досвіду по наданню військовикам духовної та психологічної допомоги з 2016 року дозволяє проект Міжнародних капеланських Таборів, який координує Ярослав Малько. А загалом, у навчальному процесі залучені НПУ Драгоманова, Острозька академія, МВУ Марцинковського, а також ряд вищих духовних навчальних закладів України, зокрема Київська Богословська семінарія. Проводяться також чисельні курси, тренінги і семінари. Так, у лютому та вересні 2016 року подібне навчання було проведене спільними зусиллями УЦХВЄ та Міністерства оборони. В результаті, близько 90 військових капеланів отримали посвідчення МоУ та право слідувати за Збройними силами України.
Питанню якісної капеланської освіти серед євангельських християн активно сприяє і українська філія міжнародної організації «Оливкова Гілка» [Архівовано 31 березня 2018 у Wayback Machine.], що почала працювати в нашій країні ще з 1995 року. Її основною діяльністю є просвітницька, медична та гуманітарна допомога військовослужбовцям, членам їх родин, а також військовим організаціям та установам. "У співпраці з іншими християнськими організаціями по програмі «Пасторсько-капеланське керівництво», ми готуємо протестантських капеланів не тільки для армії, але й для госпіталів, МВС та тюрем, — розповідає Валентин Кореневич, президент «Оливкової Гілки» та пастор церкви «Шлях істини» Євангельських Християн баптистів.
Особливу роль в підготовці висококваліфікованих фахівців у сфері капеланства відіграє і Асоціація професійних капеланів України під керівництвом Валерія Труфанова. Її зусиллями було проведено 12 капеланських шкіл. Навчено 320 капеланів, 120 з яких стали учасниками АТО. Крім того, на базі Асоціації було створено підрозділ військових психологів для роботи в зоні проведення бойових дій та учбових центрах ЗСУ.

### Витяг з Положення про службу військового духовенства у ЗСУ
Основним призначенням військового священика (капелана) є релігійна опіка особового складу Збройних Сил України та членів їх сімей з метою заохочення, поглиблення релігійного життя, сприяння укріпленню позитивних рис характеру та моральних цінностей.
Напрямками діяльності капелана є:
- задоволення релігійних потреб військовослужбовців;
- релігійно-освітня робота;
- індивідуальна душпастирська опіка особового складу;
- соціально-доброчинна діяльність;
- душпастирська опіка сімей військовослужбовців та ветеранів.

Основними завданнями військового священика (капелана) є:
- організація та проведення молитов, богослужінь, благословінь, урочистих і поминальних заходів та інших релігійних обрядів і культів, пов'язаних із задоволенням релігійних потреб військовослужбовців, а також визначними #державними та релігійними датами;
- ознайомлення військовослужбовців з основами релігійного вчення;
- виховання у військовослужбовців високого патріотичного почуття та бойового духу на основі морального і духовного потенціалу релігійної та культурної спадщини українського народу;
- виховання у військовослужбовців толерантного ставлення до людей з інакшими світоглядними та релігійними переконаннями;
- ознайомлення особового складу з історією національного, культурного та релігійного становлення української державності;
- допомога військовослужбовцям у розвитку їх особистих та колективних моральних якостей: братерства, мужності, хоробрості, відповідальності, поміркованості, жертовності, дисциплінованості, розсудливості тощо;
- налагодження партнерських відносин з представниками релігійних організацій різних конфесій, які діють у місцях дислокації військових частин;
- забезпечення військовослужбовців релігійною атрибутикою, духовною літературою та іншими речами, потрібними для задоволення їхніх релігійних потреб;
- участь у реабілітації військовослужбовців, які потребують психологічної допомоги;
- душпастирське піклування про членів сімей військовослужбовців;
- надання всебічної душпастирської опіки та турботи всім військовослужбовцям і членам їх сімей;
- формування серед військовослужбовців братерських відносин на засадах принципів солідарності, гуманності та почуття священності військового обов'язку.

### Інша діяльність
Окрім роботи з воїнами, що знаходяться безпосередньо в районах бойових дій, євангельські капелани надають духовну та матеріальну допомогу військовослужбовцям, які проходять лікування та реабілітацію у госпіталях. Зокрема у Ірпінському військовому госпіталі та київському Головному військовому клінічному госпіталі таке служіння здійснюється відділом соціального служіння УЦХВЄ. А за необхідності, демобілізованих, що повернулися з зони АТО, направляють і на проходження курсу соціального відновлення в стаціонарних закладах Асоціації християнських центрів реабілітації.

### Нагороди
Десятки протестантських служителів, які підтримують українських військових на передовій, відзначені відомчими нагородами та орденами. А Андрій Виноградський — почесний громадянин Житомира, військовий капелан-баптист, перший і поки що єдиний в історії українського військового капеланства, нагороджений державною нагородою — орденом «За заслуги» ІІІ ступеня. На превеликий жаль — посмертно.

## Медичне капеланство
Медичні капелани або служіння милосердя, − одне з важливих розгалужень капеланської роботи. Сьогодні багато євангельських християн відвідують медичні установи − лікарні, хоспіси, туберкульозні та наркологічні диспансери, несучи світло надії людям. Підбадьорюючи їх словом Євангелія, вони намагаються служити й ділом, надаючи також посильну практичну та матеріальну допомогу. «Така робота проводиться в медичних закладах по всій території країни», − розповідає голова Асоціації духовного піклування Сергій Убогов. Тільки у київському регіоні цим служінням охоплені: Київський міський центр профілактики та боротьби зі СНІДом; хоспіс при міській лікарні № 10; Київський обласний протитуберкульозний диспансер в місті Боярка; психіатрична лікарня ім. Павлова; дитяче відділення Київського міського онкологічного центру, тощо.

## В'язничне капеланство
Якщо ж говорити про служіння капелан в контексті виміру загальнодержавної користі, то особливий наголос слід зробити саме на в'язничному душпасторстві. Головна ціль цього служіння — зміна свідомості та злочинного мислення через вивчення Божих заповідей. Провідна роль у цій важливій справі належить Українській міжконфесійній християнській місії «Духовна та благодійна опіка в місцях позбавлення волі», яка об'єднує 12 християнських конфесій. Місія, що наразі перебуває під керівництвом завідувача відділу соціального служіння УЦХВЄ — Рустама Фатуллаєва, співпрацює з усіма 142 пенітенціарними закладами України, в яких перебуває 60000 осіб взятих під варту.
Місію було створено за ініціативи Державного департаменту України з питань виконання покарань у 2001 році, і продовжує виконувати своє християнське покликання у знайденні загублених овець Христової отари вже 16 років. Ця кропітка робота на непростій ниві у місцях позбавлення волі включає в себе створення помісних громад в виправних установах і регулярне їх відвідування. У місцях позбавлення волі також постійно проводяться євангелізаційні концерти та вистави для засуджених і співробітників. На прохання адміністрації колоній йде робота і у напрямі профілактики суїциду. Саме служіння священиків допомагає багатьом ув'язненим подолати депресію і бажання піти з життя.
За сприяння місії, що є членом Міжнародної асоціації тюремного служіння, 550 тюремних капеланів пройшли навчання в Білоцерківському училищі професійної підготовки персоналу та Інституті кримінально-виконавчої служби для подальшого отримання посвідчень капелана від Міністерства юстиції України. Місія бере систематичну активну участь у засіданнях робочих груп у Верховній Раді України з питань реформування пенітенціарної системи України. Щоквартально проходять виїзні засідання Місії до різних областей України та проводяться заходи на базі органів й установ виконання покарань міжрегіональних управлінь з питань виконання покарань, з метою ознайомлення з умовами, створеними для реалізації засудженими прав на віросповідання, та налагодження співпраці.
Практика показує, що набагато рідше повертаються до колишнього способу життя ті засуджені, які погодилися на курс реабілітації. Саме тому ці служіння нерозривно пов'язані. Капелани, займаючись опікою людей, що відгукнулися на слово віри, мотивують їх на проходження такого курсу після звільнення. «За бажаючих пройти реабілітацію в християнських центрах ми клопочемося перед адміністрацією колоній», розповідає віце-президент Асоціації християнських центрів реабілітації [Архівовано 24 січня 2022 у Wayback Machine.] В'ячеслав Когут. «А з початку 2018 року набуває чинності Закон України „Про пробацію“. Після цього стане можливою, на основі договору між ВГО „АХЦР“ та Міністерством юстиції України, заміна місця відбування покарання на курс реабілітації в одному із майже 200-т> центрів Асоціації. Наразі йде робота над розробкою програм та кроків для реалізації цього проекту».

### Статистика
Статистика відмічає, що лише 20 % з тих, що відбули покарання не повертаються знову за ґрати. Та серед тих, хто пройшов духовну реабілітацію, прийнявши слово віри в місцях позбавлення волі, цей відсоток сягає цифри 90. Тому праця капеланів, як і релігія та духовність загалом, має визначатися як чинник державної безпеки, що забезпечує психологічний комфорт суспільства, прищеплюючи громадянам високі моральні цінності та визначаючи весь характер подальшого розвитку країни.